# Banquet etrusc

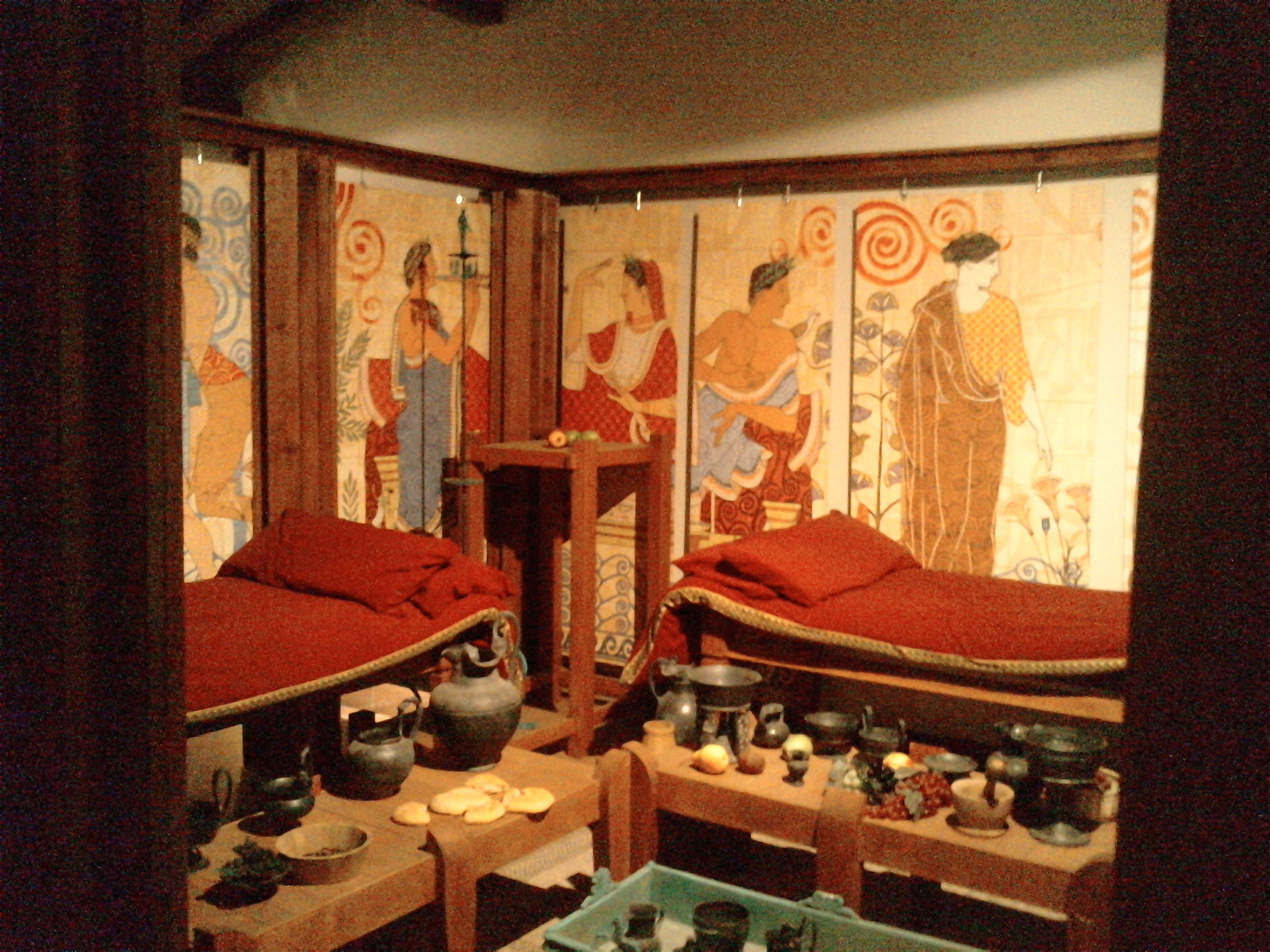
Reconstitució d'un simposi etrusc al museu de Chianciano Terme.

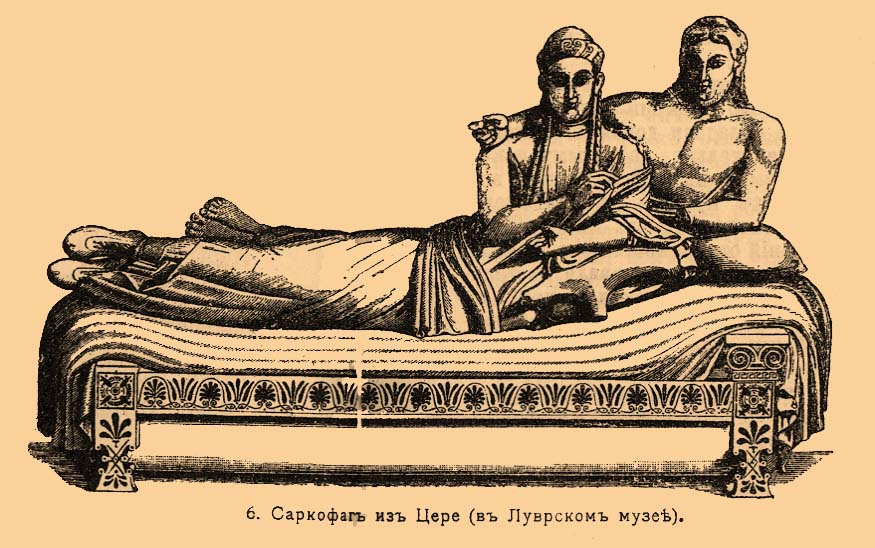
Gravat del Brockhaus and Efron Encyclopedic Dictionary.

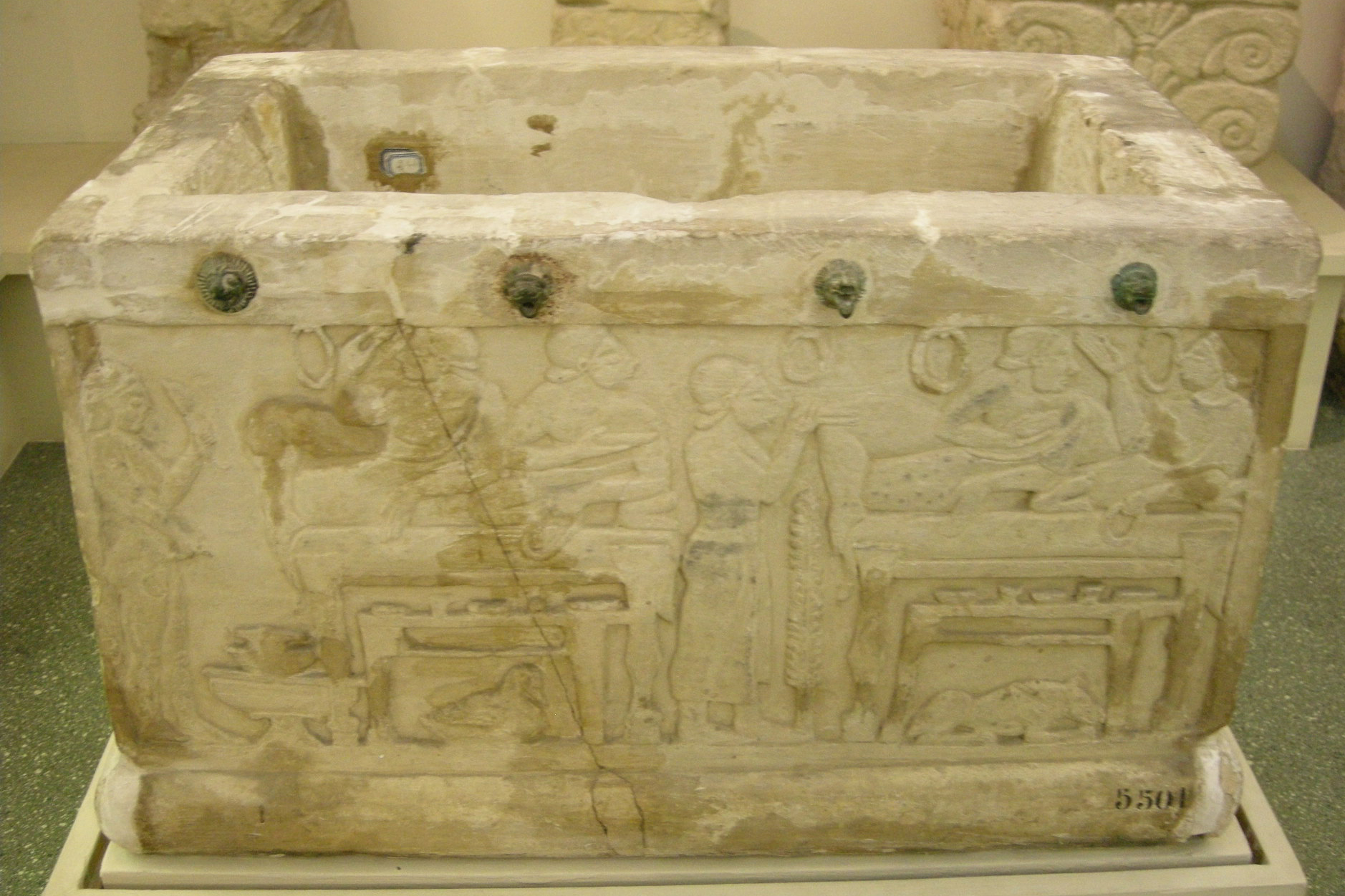
Escena del banquet sobre un cofre de sarcòfag a Chiusi.

El banquet etrusc és un tema recurrent de la iconografia funerària de l'art etrusc, a mes de ser un fet de la seva vida diària.

## Significat
Aquesta escena sortida del symposion representa un moment de la vida diària dels etruscs, en què veiem els protagonistes del dinar de la gent es barregen estirats en el seu klinai, sols o acompanyats per les seves esposes (Sarcòfag dels esposos).
Els grecs, a través dels autors llatins, o veien com un signe de la « sensibilitat etrusca », el seu declivi a causa de la seva suposada ociositat i opulència, (perfil del sarcòfag dell'Obeso). També hi veien la moral depravada, ja que entre els grecs antics, les dones que acompanyaven en els dinars, només podien ser prostitutes o cortesanes.
Els únics rastres directes i formals de la civilització etrusca que han sobreviscut son els objectes funeraris. Aquestes representacions son sovint destinades a acompanyar al difunt en el seu viatge cap al més enllà. Es troben en mobles funeraris (ceràmica, baixos relleus...) i sobretot, fet únic al món antic, sobre les cobertes de la seva pedra sarcòfaga o en terracota (material similar a la terra cuita), i en les seves urnes funeràries en marbre o en alabastre (museu Guarnacci de Volterra).
En el cas de la representació funerària dels heroics morts, sorgeixen diversos significats::
- Recordatori de la vida real (memòria), per la qual cosa, al Sarcòfag dell'Obeso expressa la dignitat de magnat i la riquesa i opulència del difunt abans la seva mort
- Imatge de la vida sobrenatural (« banquet de l'eternitat »),
- Reproducció del menjar donat pels vius a data fixa, en memòria del difunt (commemoració),
- Menjar ofert a les divinitats (exvot)

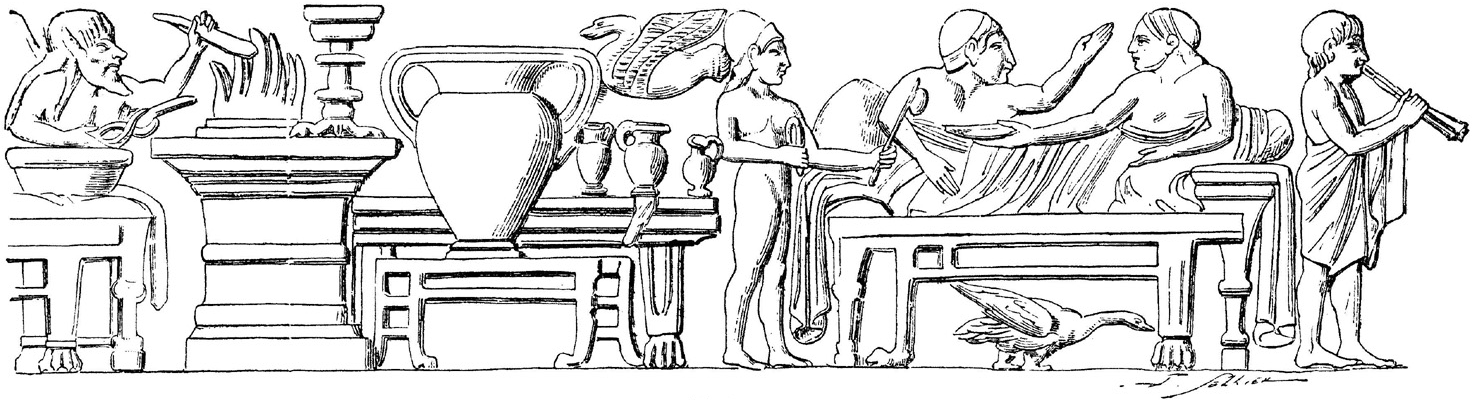
Relleu de fresc a Chiusi.

## Cobertures dels sarcòfags

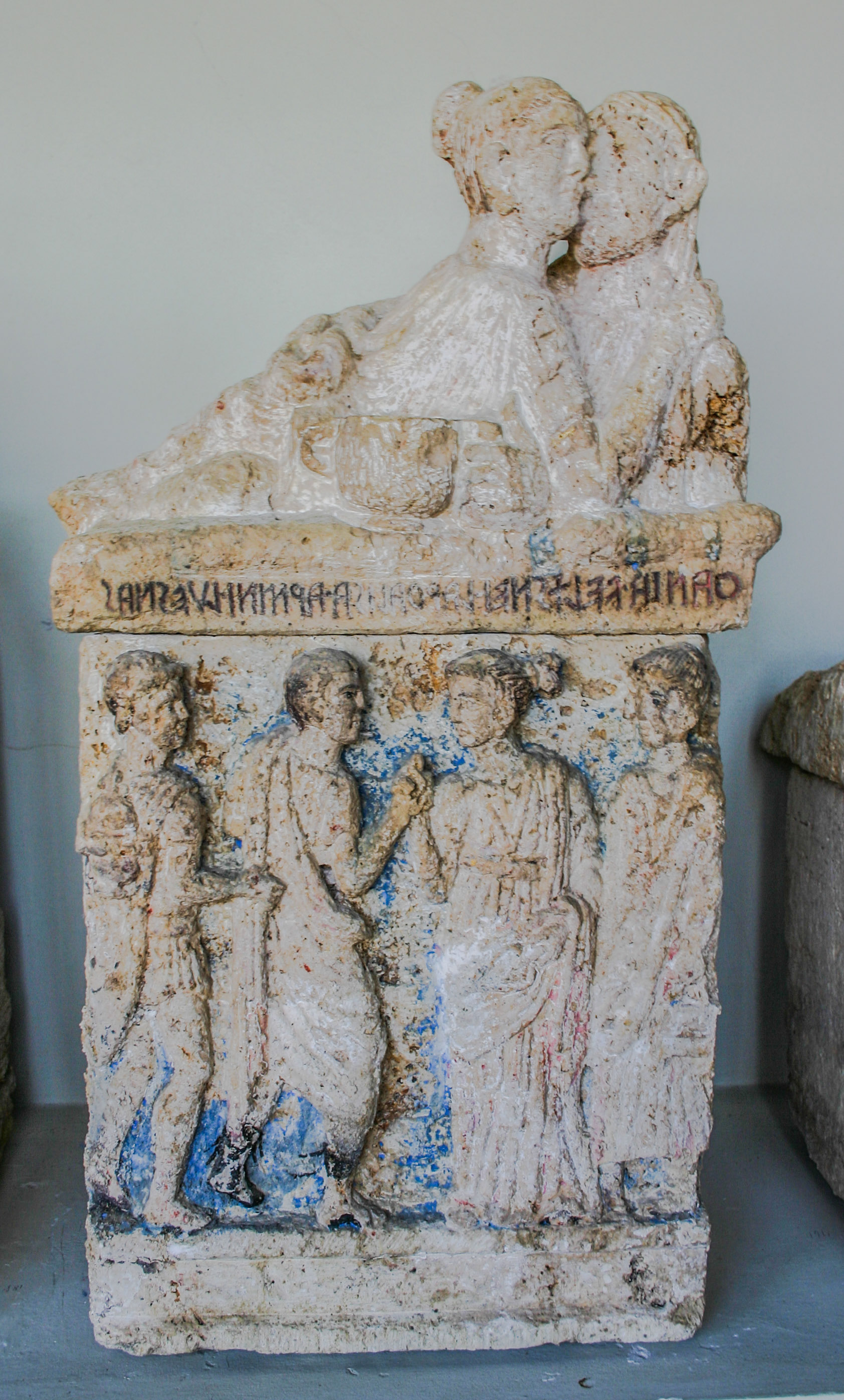
Desproporció del cos a la representació (Perusa).

A les tapes dels sarcòfags figuratius, la postura és íntima i limitada a un o dos dels difunts::
El difunt, o la difunta, adopta la pose semisdraiata (allargada, recolzada en un colze, la mà sosté una copa en libació). Les parelles estan més o menys entrellaçades. La desproporció desitjada de les diferents parts del cos expressa la necessitat més simbòlica que realista de la representació.
Els museus italians dedicats a les restes etruscs inclouen un nombre important d'aquestes representacions:
- 600 urnes funeràries en marbre o alabastre al Museu Guarnacci de Volterra
- Els sarcòfags del museu arqueològic nacional de Tarquinia a Nenfro, en terracota, pintada o no.
- els sarcòfags museïtzats i figurats del Museu nacional d'Arqueologia de la Ombrie a Perusa,
- Els sarcòfags dels Esposos de Roma (vila Giulia), París (Museu del Louvre), de Volterra.
- Una pose més distant al sarcòfag del lloc de la necròpoli de la Pedata de Chianciano Terme.

|  |  |
|  |  |

## Frescos de les tombes

Fresc del banquet de la Tomba dels Lleopards de Monterozzi, transferida a Tarquinia

Menys intimes, les escenes del banquet dels frescs de les tombes, contenen més indicis sobre la vida dels etruscs, ja que festejaven al principi dels triclinium, envoltats de familiars, de servents, amb el menjar animat per ballarinsi músics.
- entre les 200 tombes pintades de la Necròpoli de Monterozzi

## Terrisseries
Les terrisseries permeten igualment descobrir certes pràctiques durant el banquet: com el joc del kottabos durant el consum de vi.

## Baixos relleus
Alguns baixos relleus de sarcòfag solen representar el banquet i una taula de revestiment de terracota de Murlo des del lloc de Poggio Civitate.

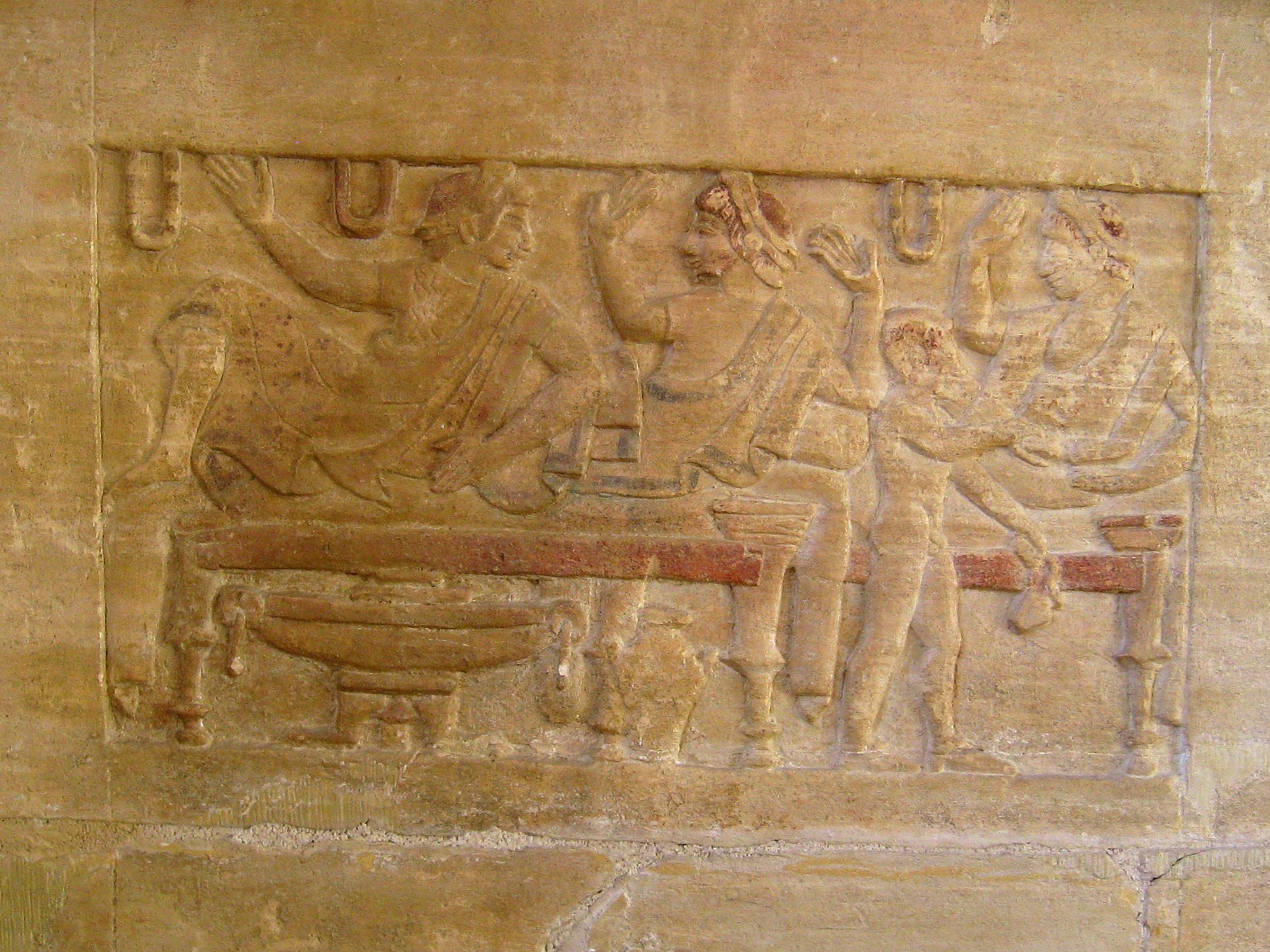
Baix-relleu del museu de Perusa.
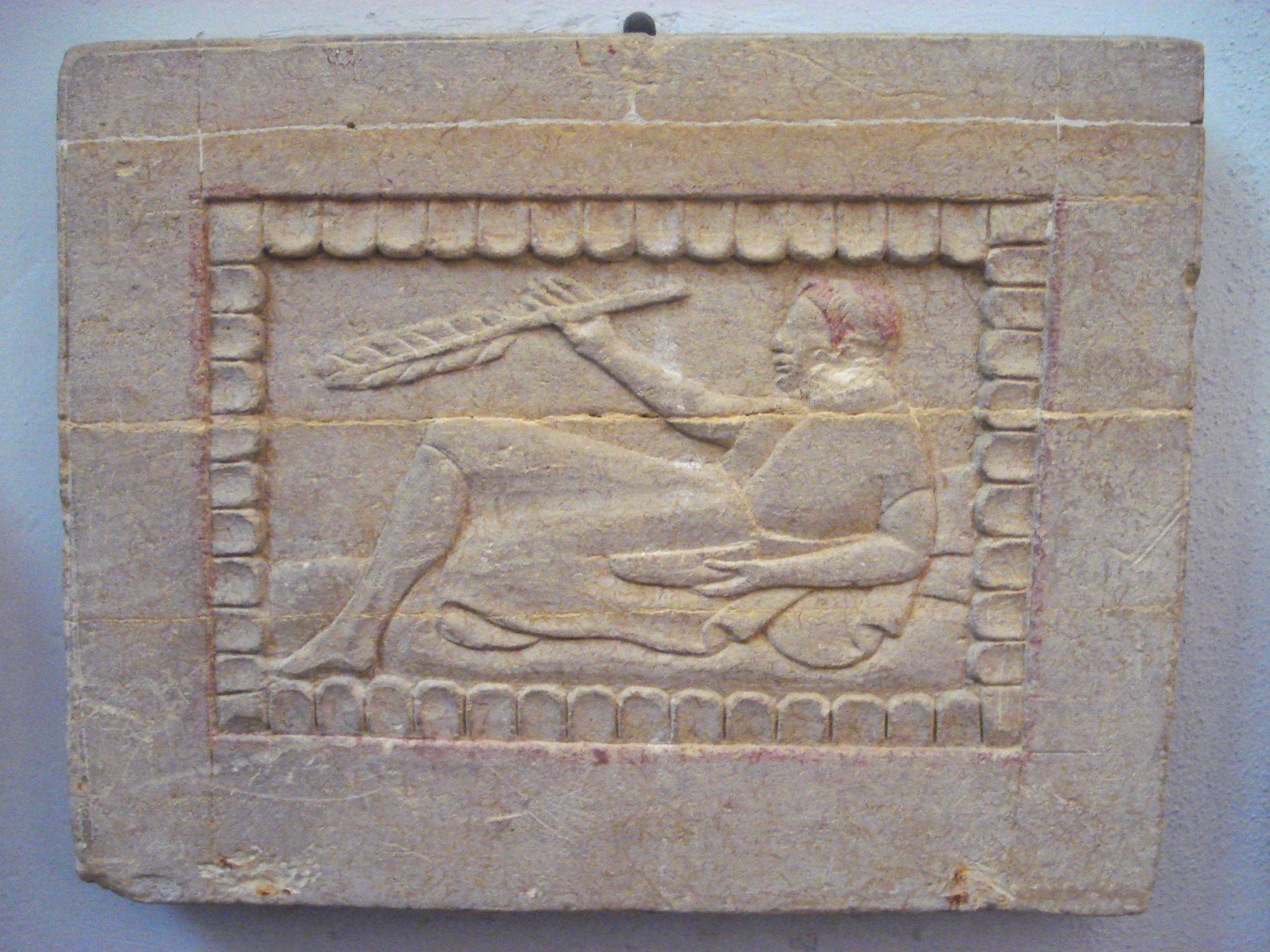
Baix-relleu del museu de Palerm.

## Exemplaritat del banquet

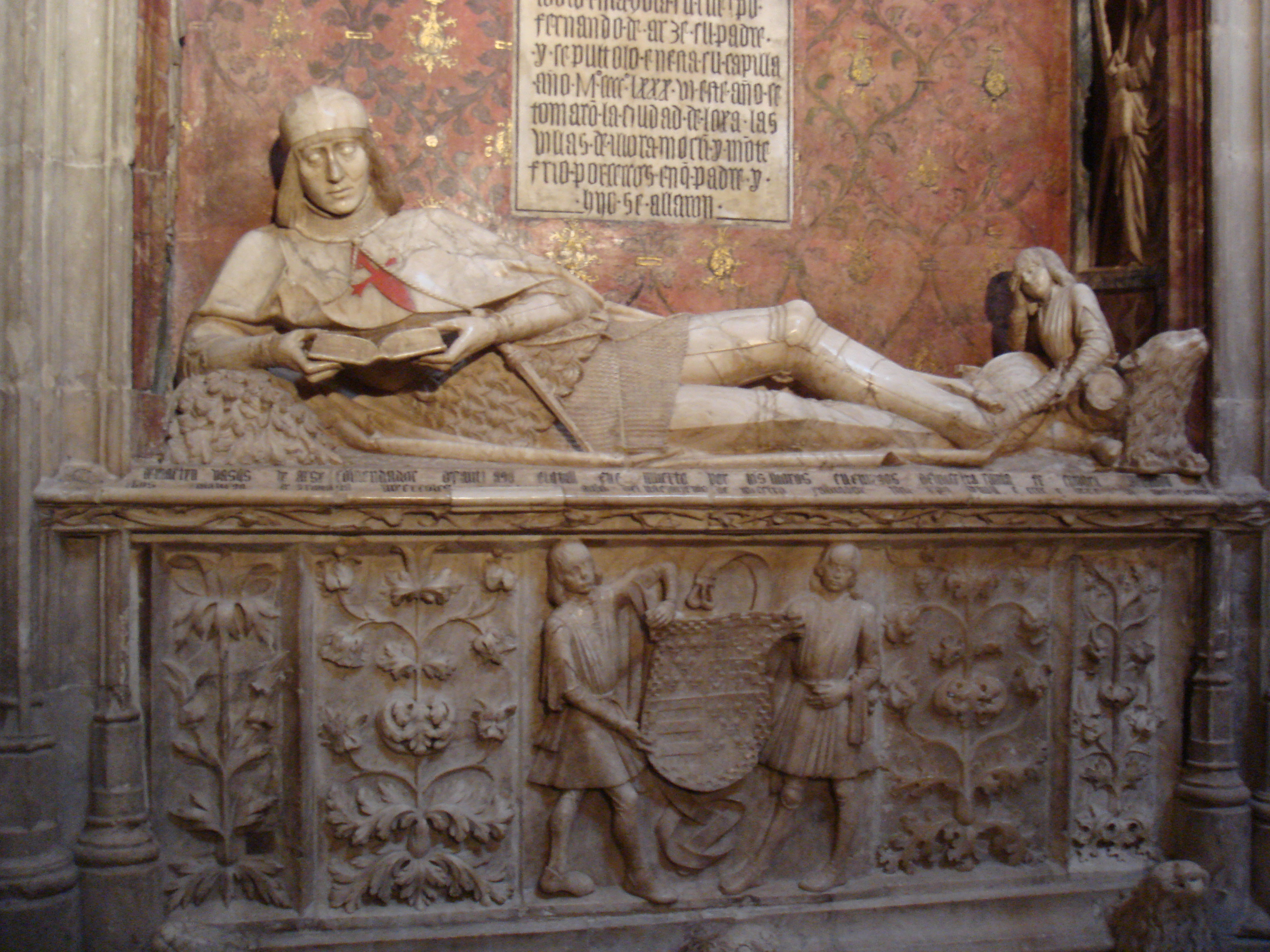
Tomba de Martín Vázquez d'Arce a Sigüenza.

La pose del banquet etrusc ha inspirat diverses obres funeràries de la història moderna (tomba de Martín Vázquez d'Arce l'any 1488, el sarcòfag figurat d'Angelo Marzi de Médicis per Francesco da Sangallo a Florència